# Raymond Weinstein
Raymond Allen Weinstein (ur. 25 kwietnia 1941 w Nowym Jorku) – amerykański szachista, mistrz międzynarodowy od 1962 roku.

## Życiorys
Na przełomie lat 50. i 60. XX wieku zaliczany był do grupy najbardziej obiecujących amerykańskich szachistów młodego pokolenia. W 1958 zdobył tytuł mistrza kraju juniorów oraz zadebiutował w finale indywidualnych mistrzostw Stanów Zjednoczonych, w których do 1963 uczestniczył pięciokrotnie. Największy sukces w tych rozgrywkach odniósł na przełomie 1960 i 1961 w Nowym Jorku, zajmując III m. (za Robertem Fischerem i Williamem Lombardym) i zdobywając brązowy medal. W 1960 jedyny raz w swojej karierze wystąpił na rozegranej w Lipsku szachowej olimpiadzie – grając na VI szachownicy zdobył 6½ w 8 partiach i w znacznym stopniu przyczynił się do zdobycia przez drużynę Stanów Zjednoczonych srebrnego olimpijskiego medalu. Pomiędzy 1960 a 1964 czterokrotnie wystąpił na drużynowych mistrzostwach świata studentów, zdobywając cztery medale: 3 złote (drużynowo – 1960, indywidualnie – 1960, 1961) oraz 1 srebrny (drużynowo – 1961). Według systemu rankingowego Chessmetrics, najwyższą punktację osiągnął w marcu 1961, z wynikiem 2575 punktów był wówczas notowany na 69. miejscu na świecie.
W 1964 Raymond Weinstein zniknął z turniejowych aren i przez wiele lat przyczyny takiego stanu rzeczy nie były znane w środowisku szachowym. W encyklopedii "Szachy od A do Z" autorstwa W.Litmanowicza i J. Giżyckiego, wydanej w Warszawie w 1987 napisano, iż "w 1964 wycofał się z gry wyczynowej". Dopiero wieloletnie dochodzenie prowadzone przez dziennikarzy Sama Sloana i Tima Krabbé pozwoliło na odkrycie prawdy o życiu Weinsteina. Na początku lat 60. wyjechał on do Amsterdamu, aby studiować psychologię. Tim Krabbé, który spotykał się z nim w amsterdamskich szachowych kafejkach, wspomina go jako "miłego, amerykańskiego młodzieńca w okolicach dwudziestki, z niewiarygodnie cienkimi okularami". Weinstein był już wówczas znanym szachistą, miał za sobą sukces w mistrzostwach Stanów Zjednoczonych, udane występy w narodowej drużynie oraz uważano, iż w niedalekiej przyszłości dołączy do grona najlepszych amerykańskich arcymistrzów. W czasie pobytu w Amsterdamie Weinstein utrzymywał bliskie kontakty z Johanem Barendregtem, profesorem psychologii, również szachistą z tytułem mistrza międzynarodowego. W tym czasie zauważono u amerykańskiego szachisty postępującą chorobę psychiczną, prawdopodobnie schizofrenię. W lutym 1964. Brytyjski Magazyn Szachowy opublikował artykuł, w którym opisano niecodzienne zachowanie Weinsteina w trakcie gry, które nacechowane było "bezwzględnym instynktem szachowego zabójcy". Artykuł ten okazał się proroczy: niedługo po jego publikacji doszło do zdarzenia, w którym Weinstein próbował zabić Barendregta (wcześniej się z nim pokłóciwszy), a w wyniku którego holenderski profesor został ranny. Po tym zdarzeniu Weinstein został zatrzymany, a następnie deportowany do Stanów Zjednoczonych i umieszczony w zamkniętym ośrodku, w którym miał rozpocząć leczenie. Jednakże w ośrodku tym popełnił jeszcze większe przestępstwo, zabijając – przy pomocy maszynki do golenia – 83-letniego współlokatora. Po tym morderstwie uznano go za niepoczytalnego i przeniesiono do psychiatrycznej kliniki Kirby Forensic Psychiatric Center na Manhattanie, gdzie pozostaje do dziś.